# Col des Étroits
Le col des Étroits est un col routier du massif du Jura. Il se trouve en Suisse, dans le canton de Vaud, à une altitude de 1 152 mètres.

## Géographie

### Situation

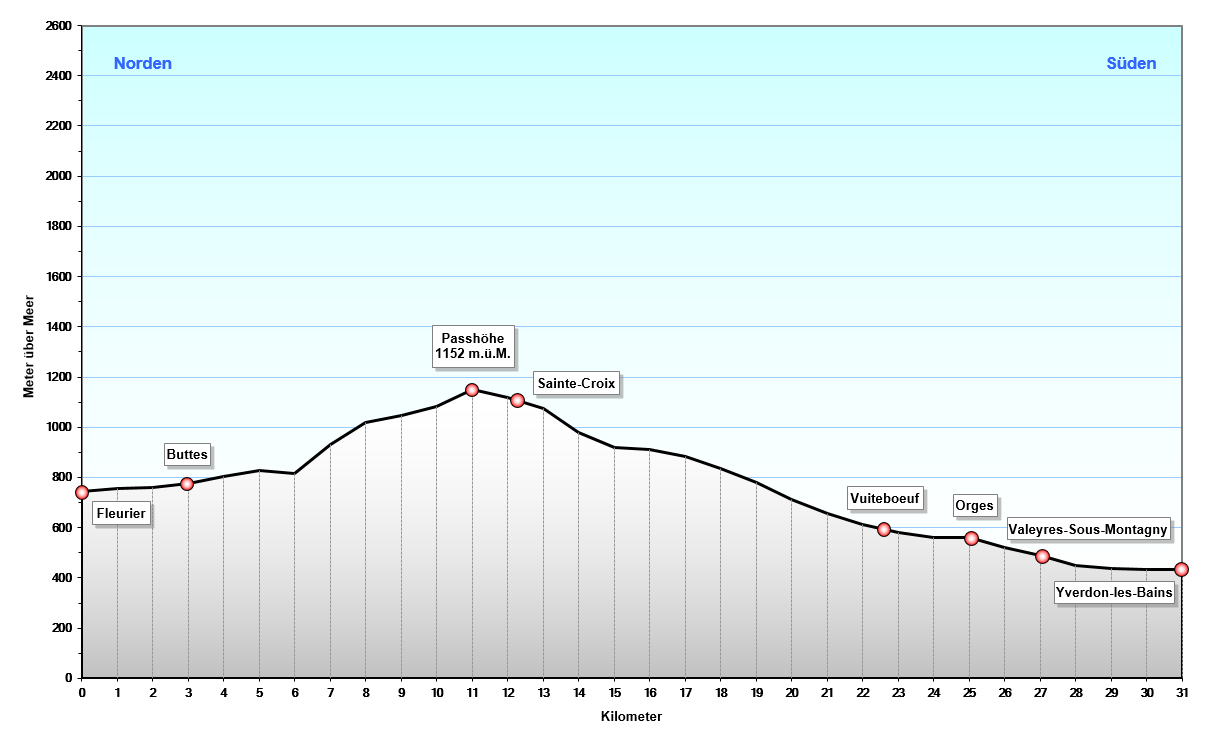
Profil du col.

Le col des Étroits est situé dans le massif du Jura, sur la dernière ligne de crête de ce massif avant le Plateau suisse. Il se trouve sur la commune de Sainte-Croix, juste au nord-ouest du centre du village. À quelques mètres du sommet du versant nord, les routes Pontarlier-Sainte-Croix et Fleurier-Sainte-Croix se rejoignent. Sur son versant sud, la route descend en direction d'Yverdon. Il permet donc de relier la France et la Suisse par la route Yverdon-Pontarlier.
Le col se trouve entre Le Cochet (1 483 m) au nord-est et les monts des Cerfs (1 256 m) au sud-ouest.

### Hydrographie
Sur son versant nord-est, coulent les eaux du Buttes, un affluent de l'Areuse qui se jette elle-même dans le lac de Neuchâtel. De l'autre côté du col, versant sud-est, il s'agit de l'Arnon qui se jette lui aussi dans le lac de Neuchâtel. Ainsi, ce col est situé dans le bassin de l'Aar (affluent du Rhin).

## Histoire
L'utilisation du col comme route d'accès date probablement de l'Antiquité, même si des ornières (près de Vuitebœuf) datant du XVIIIe siècle ont longtemps été datées à tort de cette époque. Le développement du trafic date des XIVe et XVe siècles. À cette époque, le col est vu par les Grandson comme un concurrent du col de Jougne. Il permettait le passage du sel comtois et du vin de Bourgogne. La route a été réaménagée à différentes époques (1712, milieu du XVIIIe siècle, 1838, 1843 et 1848).

## Activités

### Cyclisme
La route du col a notamment été empruntée par le Tour de Romandie et, en 3e catégorie, lors de la 15e étape du Tour de France 2009.